# Museu de Armas, Veículos e Máquinas Eduardo André Matarazzo
O Museu de Armas, Veículos e Máquinas Eduardo André Matarazzo, mais conhecido como Museu do Automóvel, é um museu particular localizado na cidade de Bebedouro, interior do estado de São Paulo, Brasil. O museu foi oficialmente estabelecido em 1964, sob a denominação de "Museu de Carros e Veículos Motorizados Antigos", pelo empresário e colecionador Eduardo André Matarazzo. Inicialmente sediado na cidade de São Paulo, em uma edificação pertencente às Indústrias Reunidas Francisco Matarazzo, o museu foi transferido para Bebedouro entre 1968 e 1970, por sugestão da esposa de Eduardo, Eneida Matarazzo, e é mantido desde então em convênio com a prefeitura desta cidade.
O museu conserva um acervo de quase 300 peças, em que se destaca a coleção de aproximadamente 90 automóveis, a maioria dos quais fabricada entre as décadas de 1900 e 1950. O museu também possui núcleos menores de aeronaves (de caças a aviões comerciais de grande porte), locomotivas, motocicletas, carros de combate e armamento bélico em geral, motores de grande porte, aparelhos de comunicação e outros objetos antigos diversos. Duas grandes inundações, ocorridas em 1984 e 2006, danificaram parte substancial do acervo. O museu possui uma oficina própria para restauração, mas queixa-se da falta de auxílio financeiro para a conservação das peças. além de possuir o único sobrevivente do avião Saab 90 scandia.

## História
O museu nasceu da vontade de Eduardo André Matarazzo de expor ao público sua coleção particular de automóveis e maquinário antigo, amealhada da década de 1950 em diante. Neto do conde Francisco Matarazzo, patriarca da multimilionária e influente família ítalo-brasileira, e filho de Francisco Matarazzo Júnior, administrador das Indústrias Reunidas Francisco Matarazzo, Eduardo, nascido na cidade de São Paulo em 1932, começou a se interessar por automóveis ainda jovem, quando participou de diversas corridas no Autódromo de Interlagos. Em 1953, aos 21 anos de idade, adquiriu um Isotta-Fraschini que precisava de reparos. Decidiu restaurar o automóvel por conta própria. No mesmo ano, adquiriu um Opel e um Mercedes-Knight. A partir de então, dedicou-se sistematicamente a ampliar sua coleção de automóveis, ao mesmo tempo em que se interessou pela restauração de tais peças, organizando paralelamente com essa finalidade uma biblioteca especializada, com guias, livros, catálogos, revistas e manuais.

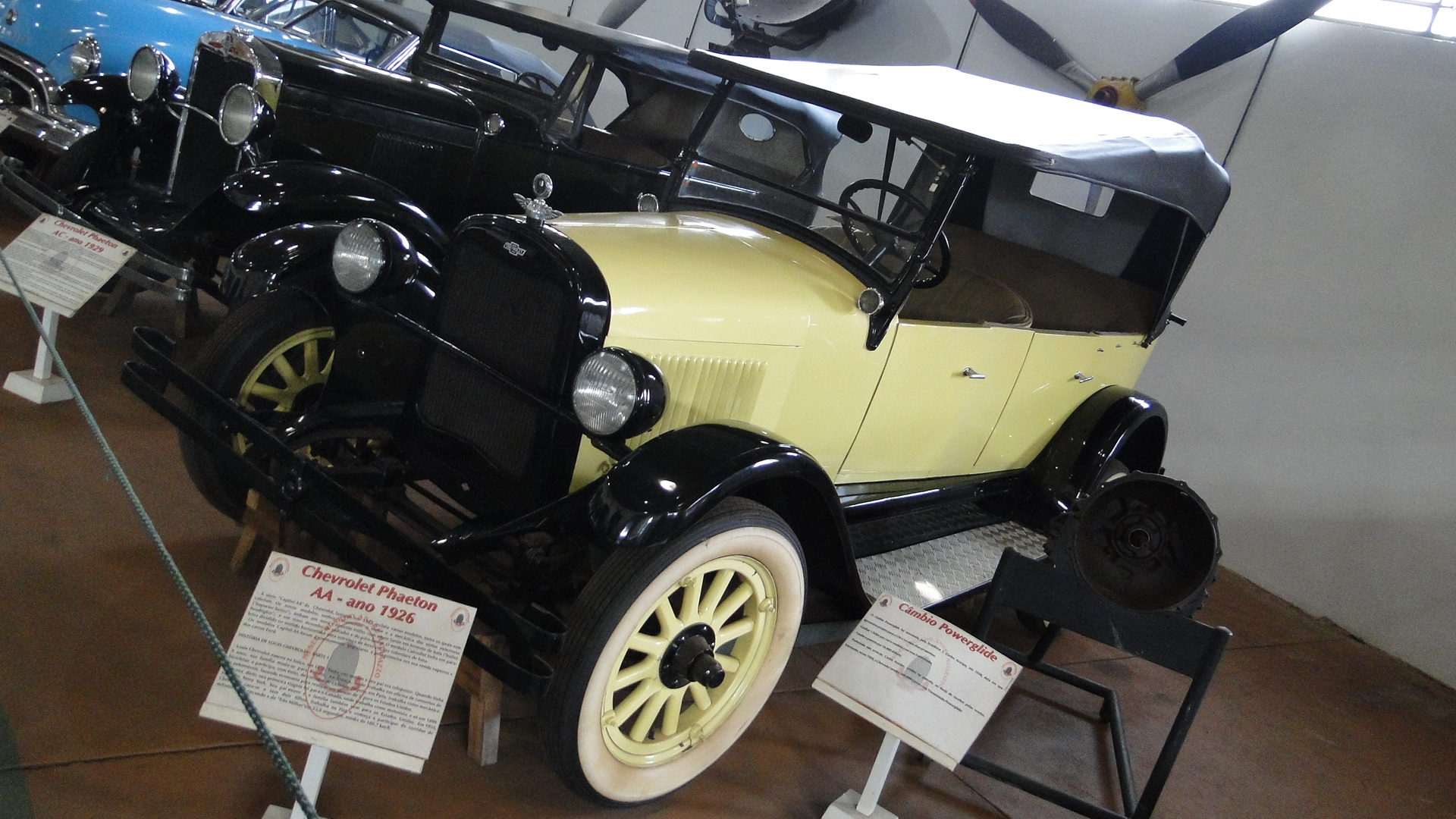
Chevrolet Phaeton AA, fabricado em 1926.

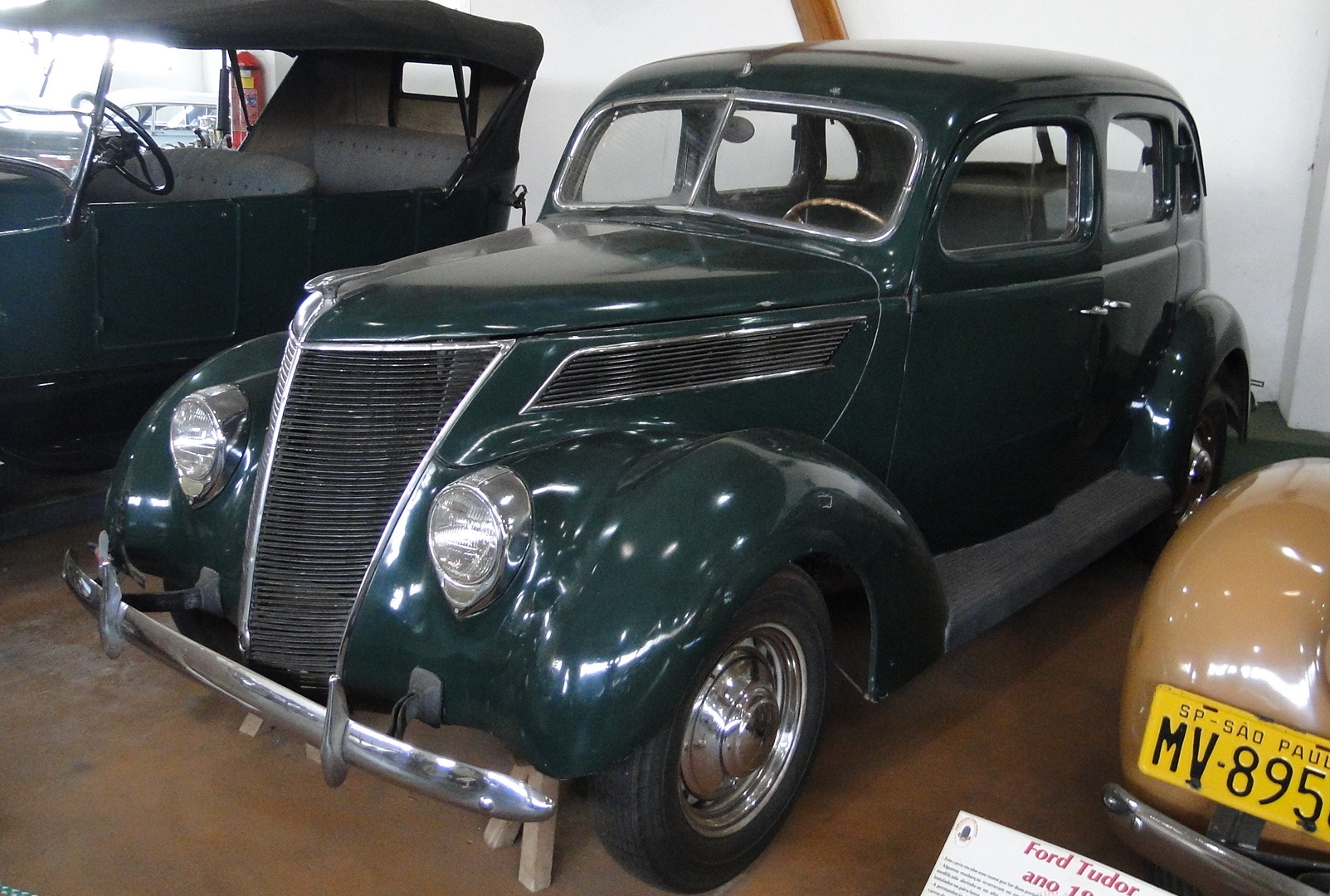
Ford Fodor, fabricado em 1937.

Entre 1953 e 1955, Eduardo Matarazzo mandou construir, na ampla garagem de sua casa no Jardim Paulista, uma oficina subterrânea. Também contratou uma equipe de mecânicos, funileiros, eletricistas e pintores para auxiliá-lo nas restaurações dos automóveis que adquiria para sua coleção. Nesse período, já havia em São Paulo um comércio de raridades automobilísticas e Eduardo se utilizava frequentemente dos serviços especializados prestados por profissionais que se dedicavam a rastrear exemplares raros na região. Por ocasião de suas constantes viagens de negócio à Europa e aos Estados Unidos, no desempenho de sua função de vice-presidente executivo das Indústrias Matarazzo, Eduardo aproveitava para visitar museus de automóveis e, por vezes, para adquirir peças importantes para os restauros que realizava no Brasil. Já bastante conhecido entre os colecionadores do gênero, exerceu o cargo de presidente do Automóvel Clube do Brasil em meados da década de 1950.
Quando já não havia espaço em sua residência para os automóveis, Eduardo passou a guardá-los em um galpão das Indústrias Matarazzo, na Rua Joli, distrito do Brás. Nos anos 60, amigos próximos sugeriram a ele a ideia de tornar sua coleção pública. Eduardo acatou a ideia e, em 19 de setembro de 1964, fundou o "Museu de Carros e Veículos Motorizados Antigos", em associação com dezesseis amigos, colecionadores ou entusiastas da iniciativa. O museu foi legalmente registrado em 30 de abril de 1966, tendo a sede social situada à Rua Gonçalo Camacho, no distrito de Pedreira, mas funcionando efetivamente no galpão do Brás. Paralelamente a isso, a coleção continuava crescendo. Em 1967, já possuía mais de 40 veículos e o espaço do galpão já se tornara insuficiente. Eduardo então buscou, junto às autoridades paulistanas, auxílio para sediar a coleção em um espaço mais adequado, mas não obteve sucesso. Assim, aceitou a sugestão de sua esposa, Eneida, cuja família era natural de Bebedouro, de transferir o museu para aquela cidade. Eneida acreditava que o museu representaria uma atração turística importante para Bebedouro, o que lhe traria benefícios.
Eduardo firmou um acordo com a gestão da cidade interiorana paulista, então representada pelo prefeito Hércules Hortal, em que a prefeitura se responsabilizava pela cessão do terreno e pela construção do prédio e Eduardo pelo transporte e acomodação das peças. A construção do edifício foi iniciada em agosto de 1968, em uma praça situada nas proximidades do lago artificial. Para facilitar o transporte das peças, o prefeito solicitou a Walfrido de Carvalho, presidente da Companhia Paulista de Estradas de Ferro, a concessão de transporte ferroviário de vagão do tipo "galera aberta", do distrito do Brás até Bebedouro, mas teve o pedido vetado. Eduardo então tratou pessoalmente da transferência, levando para a cidade aproximadamente 70 carros, bem como os elevadores, máquinas e acessórios de sua oficina de restauro. O museu foi inaugurado em 19 de julho de 1970, com a presença de vários membros da família Matarazzo, do prefeito Hércules Hortal e de políticos e personalidades influentes da região de Bebedouro e Ribeirão Preto.

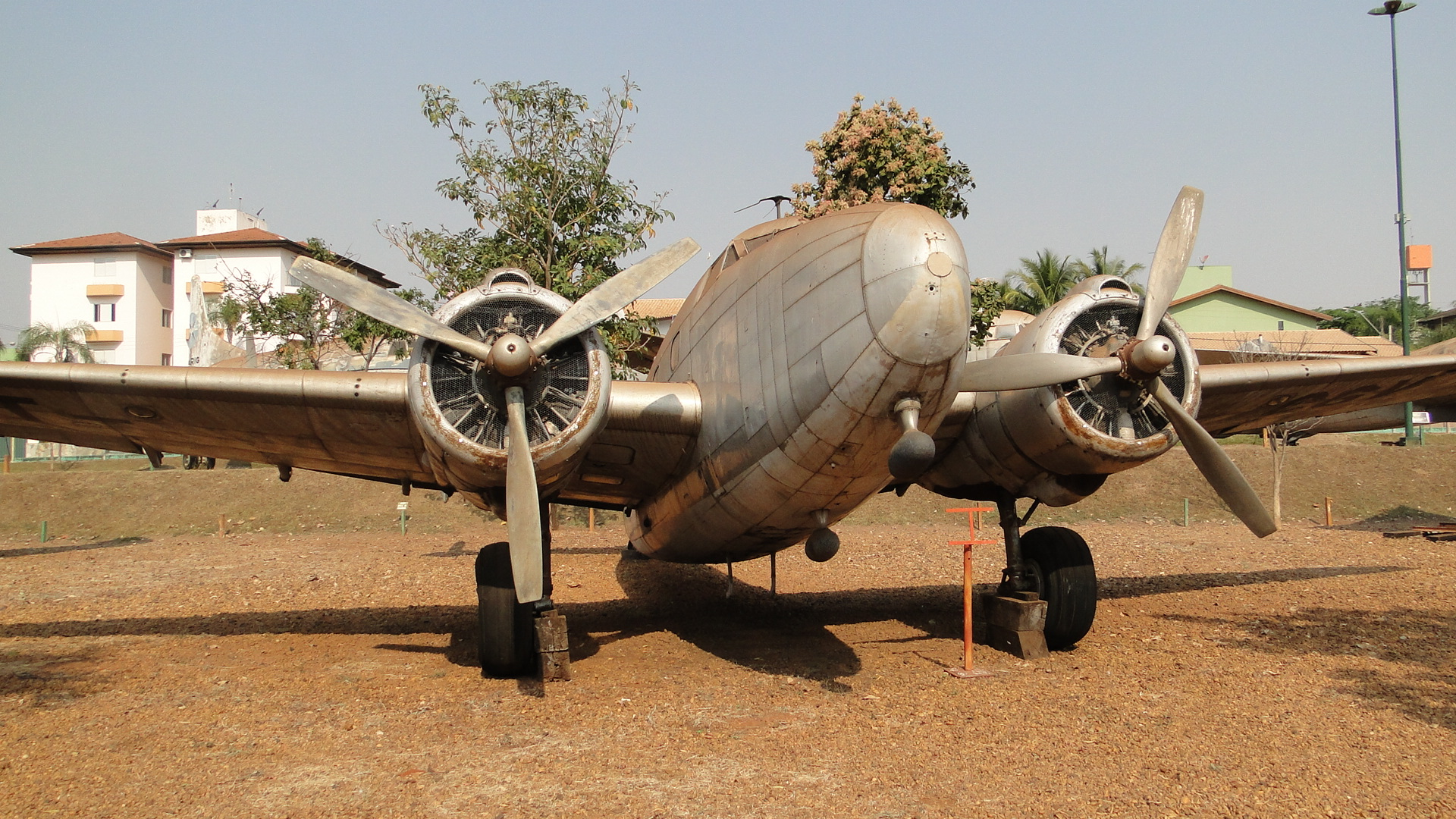
Lockheed Model 18 Lodestar, na área externa do museu.

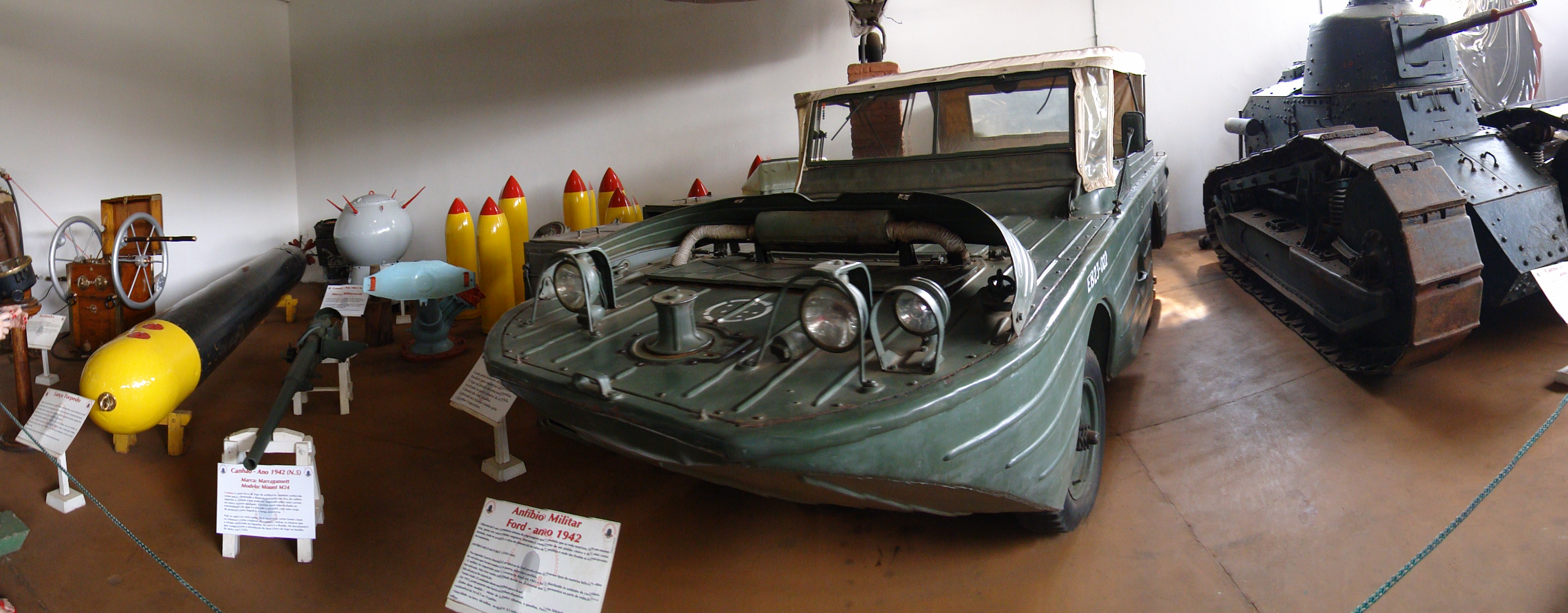
Material bélico em exposição: minas, torpedos, veículos anfíbios e tanque de guerra.

Entusiasmado com a instalação do museu em Bebedouro, Eduardo passou a adquirir diversos objetos para expor no museu. Inicia-se então uma prolífica fase de diversificação do acervo. Um artigo do jornal Gazeta de Bebedouro, já em 26 de julho de 1970, registra que o museu possui uma aeronave Douglas DC-3, um helicóptero, um tanque de guerra, dois veículos anfíbios e motores diversos. Para transportar as peças de São Paulo até Bebedouro, Eduardo mobilizava um grande aparato, que incluía a Polícia Militar e o Departamento Estadual de Trânsito. Em meados da década de 1980, Eduardo tornou-se presidente da companhia Frutesp de Bebedouro. Mudou-se então, junto com a família, para a cidade, instalando-se na Fazenda Santa Cruz do Pau d'Alho. Transferiu para a fazenda a oficina de restauração, de forma que pudesse continuar supervisionando a reforma de novas aquisições para o acervo do museu.
Apesar da dedicação que o fundador do museu devotava à coleção, muitos problemas surgiram com o tempo. Por um lado, a ausência de objetivos claros da instituição e a natureza ambígua do convênio público-privado que resultou na transferência do museu gerou muitas tensões entre a direção da instituição e a prefeitura de Bebedouro. Por outro lado, a gestão do museu acusa o município de descaso e de falta de apoio financeiro para a conservação da coleção. Estes problemas foram agravados em 1984, quando uma inundação danificou seriamente algumas peças do acervo. Uma segunda inundação, ainda mais grave, ocorreu em 2006, quando uma parede do museu cedeu em função da enchente e a coleção foi quase inteiramente danificada. Eduardo Matarazzo faleceu em 3 de março de 2002. Sua filha, Patrícia, foi indicada para substituí-lo na direção do museu.

## Acervo

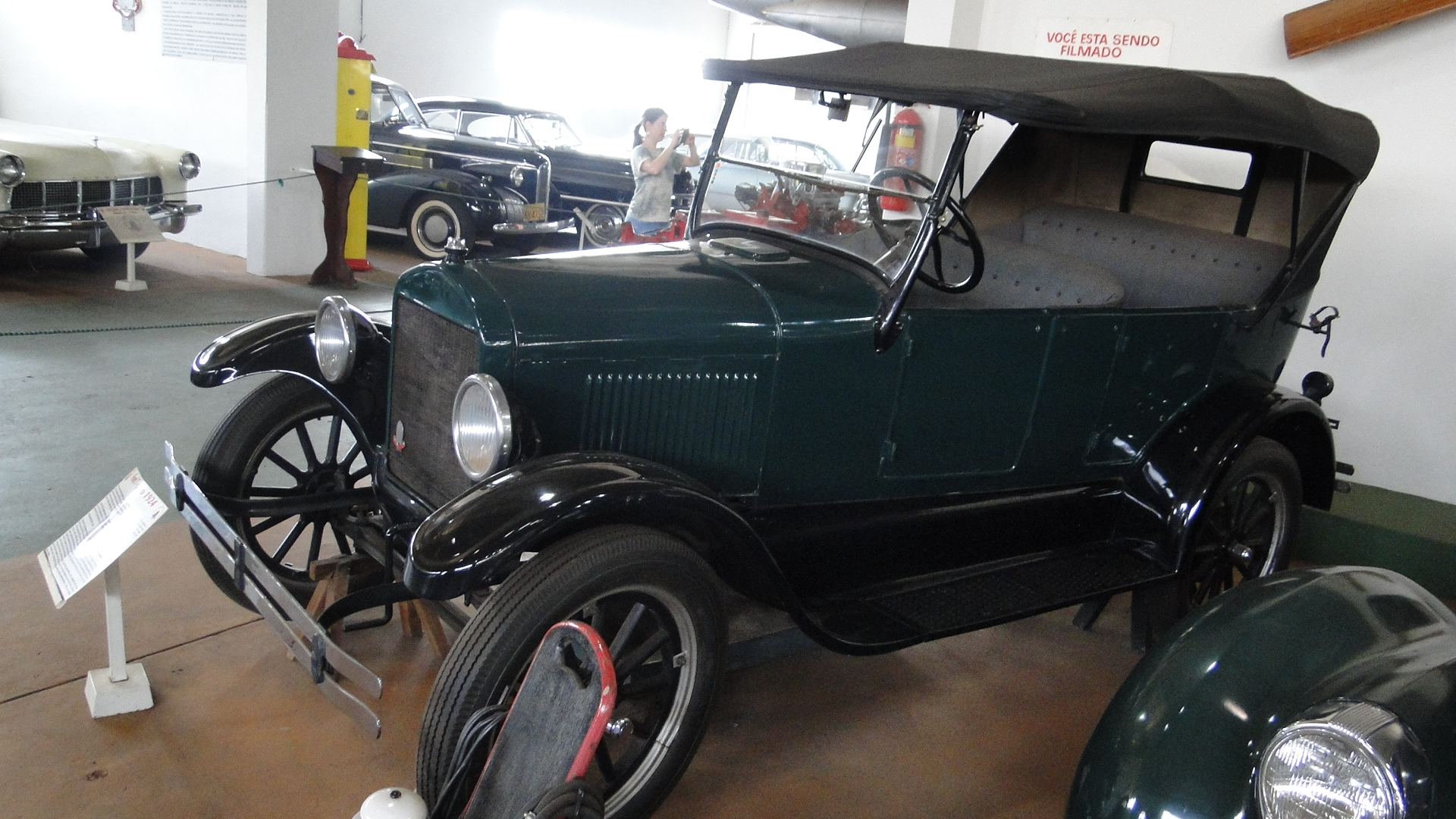
Ford T ("de bigode"), de 1924

O acervo do Museu de Armas, Veículos e Máquinas Eduardo André Matarazzo é atualmente composto por quase 300 peças, de grande variedade tipológica: 90 automóveis, 19 aviões, 8 motocicletas, 29 máquinas, 44 peças bélicas e 84 objetos antigos diversos (locomotivas, caminhõese guinchos).
A coleção de automóveis é a mais numerosa e antiga, correspondendo ao acervo-base do museu. Dos 90 automóveis, 82 encontram-se em funcionamento. A maioria dos exemplares (47 unidades) é de origem norte-americana: há 11 veículos da linha Chevrolet, 11 veículos da linha Ford, 10 veículos da linha Chrysler, 4 veículos da linha Cadillac e 11 veículos "órfãos". O segundo maior contingente é composto por automóveis europeus (24 unidades), com predomínio respectivo de peças inglesas, alemãs, italianas, francesas e suecas. De fabricação brasileira, há 18 automóveis. O mais antigo exemplar em exposição é um Humber, fabricado em 1909. Entre os destaques encontram-se ainda um Ford T, ou "de bigode", de 1924, um Gardner de 1935, um popular modelo Mercedes-Benz de 1939; um Cadillac de 1950, um Jaguar de 1952, um protótipo do Karmann Ghia TC 1600 e um esportivo Maserati 3500 G-T de 1961.

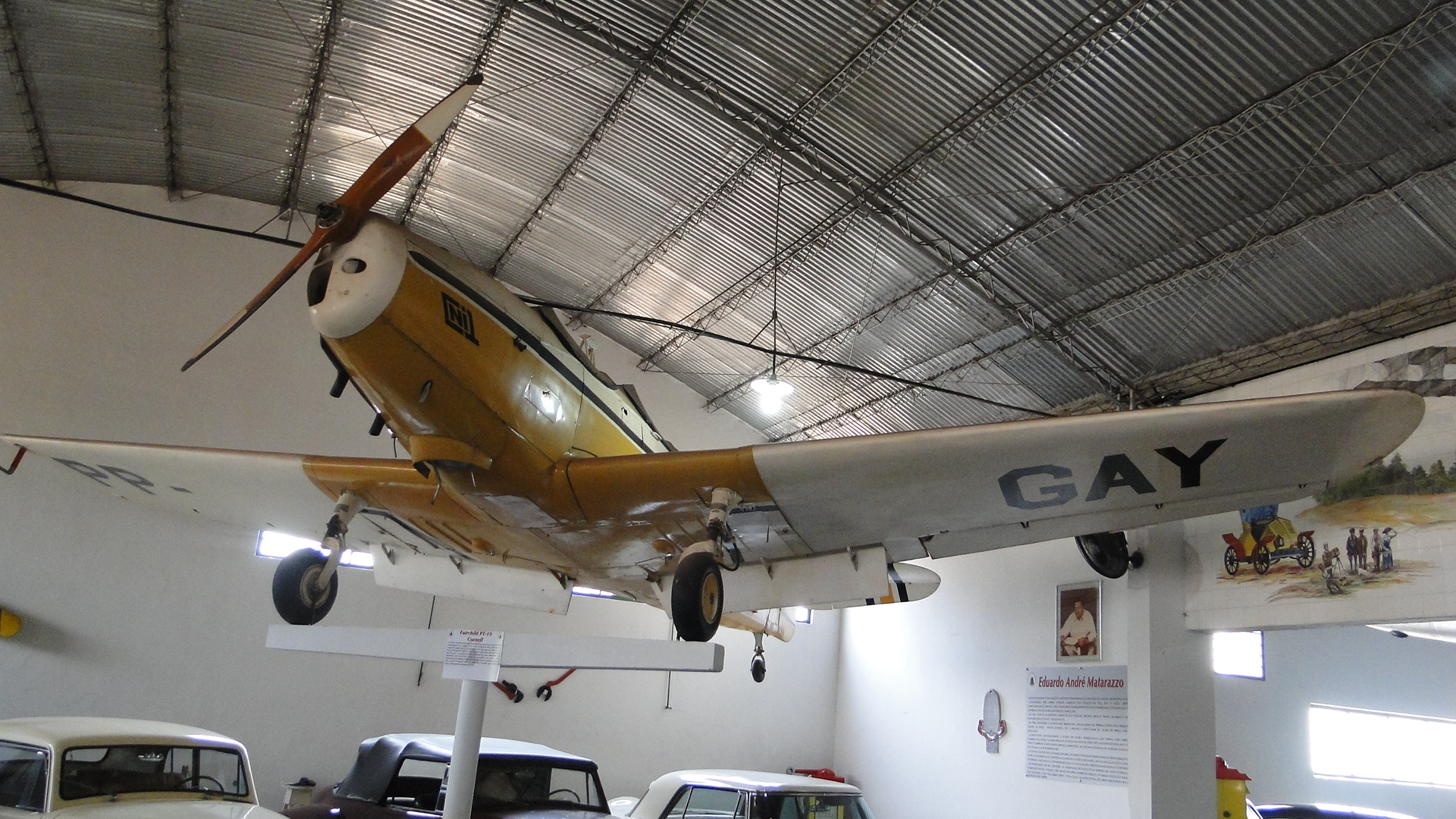
Monomotor Fairchild PT-19

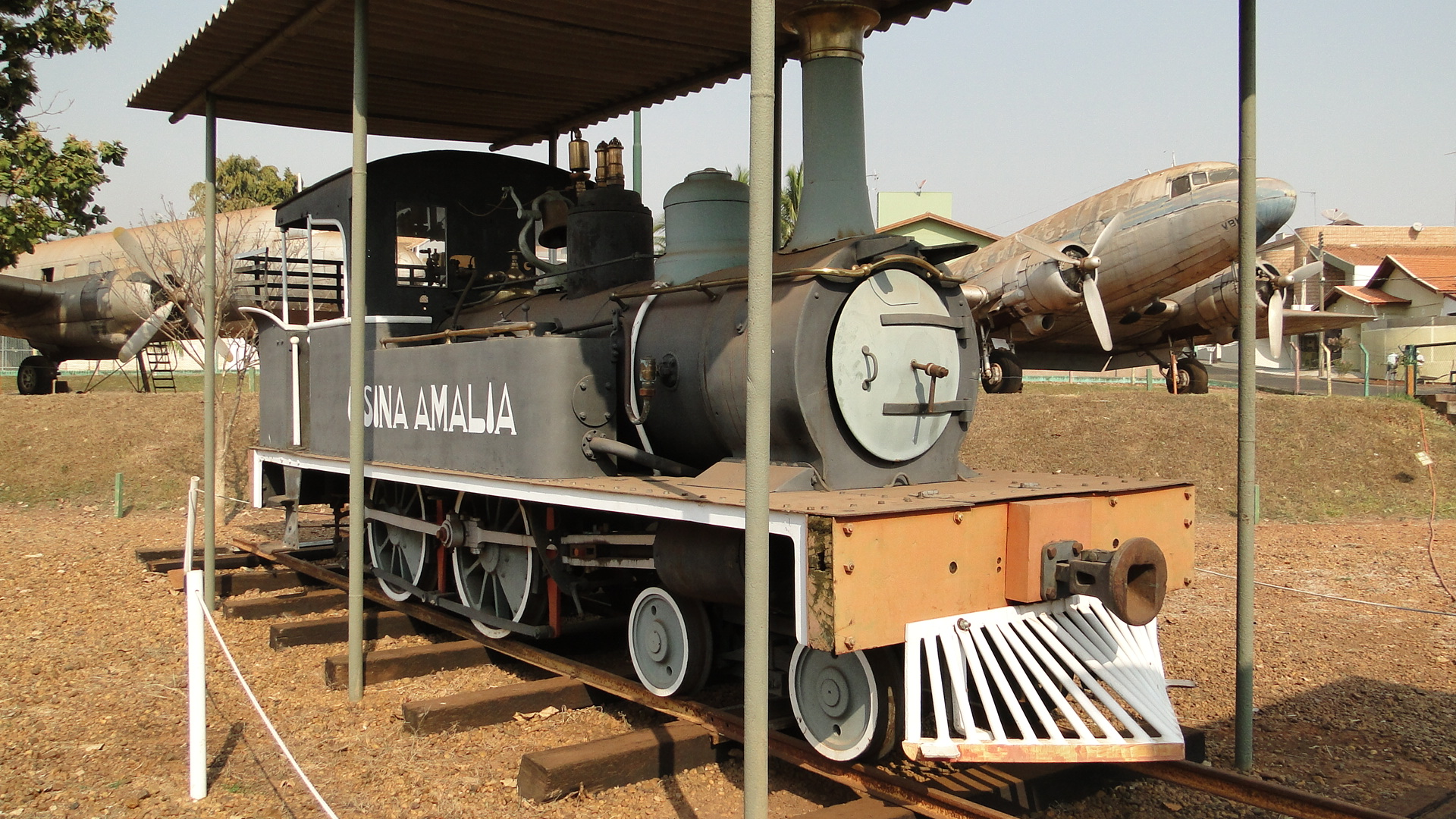
Locomotiva na área externa do museu, com um Saab 90 Scandia ex-VASP (esquerda) e um Douglas DC-3 ex-Varig (direita) ao fundo

Na coleção de aeronaves, encontram-se um helicóptero Sikorsky S-51 Dragonfly, um avião Douglas DC-3 cedido pela Varig, um Fokker 90-A2 e um Vickers Viscount, ambos provenientes da VASP; um conjunto de caças, incluindo um AT 33, cedido em comodato pelo Ministério Aeronáutico do Recife, e um Gloster Meteor de 1954; diversos monomotores, incluindo um Fairchild PT-19 doado pelo Ministério da Aeronáutica, um modelo Rearwin de 1938, um Paulistinha CAP-4 e dois exemplares do North-American T-6. Entre as peças de interesse histórico, destaca-se o avião que trouxe a Seleção Brasileira, bicampeã na Copa do Mundo de 1958, de volta da Suécia.
Na coleção de peças bélicas, destaca-se um conjunto de quatro tanques de guerra, fabricados pela Renault em 1917, e três jeeps militares anfíbios de 1942. A coleção ainda inclui um lança-torpedos, um torpedo MK-8, minas submarinas, morteiros, diversos exemplares de canhões, incluindo cinco peças para submarinos, vários motores, turbinas e pás de hélice.

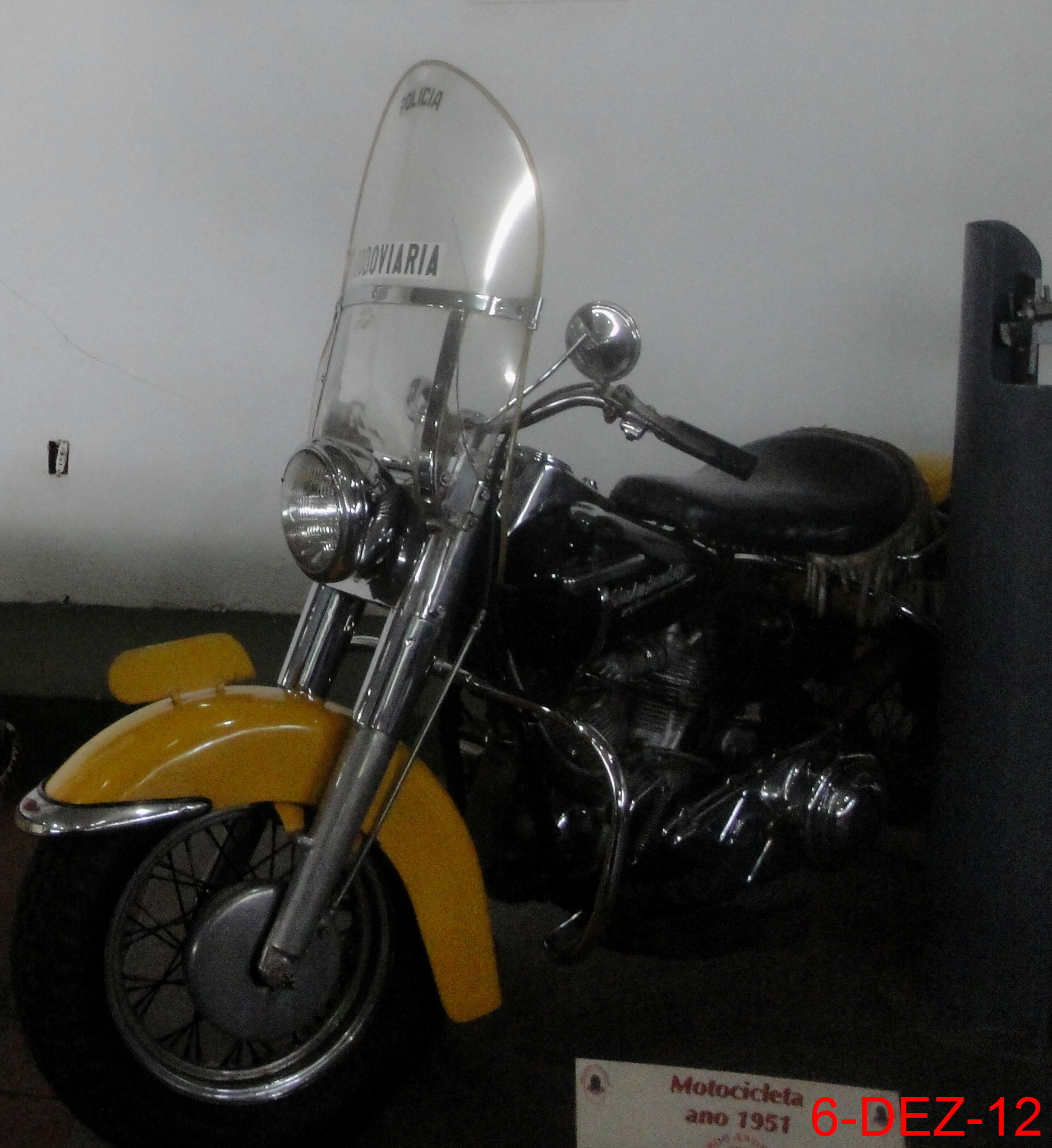
Harley-Davidson 1951, original do seriado O Vigilante Rodoviário

Integram ainda o acervo uma série de objetos ferroviários, destacando-se três locomotivas (entre elas uma Henschel & Sohn de 1912, e um modelo Sharp Stewart de 1888); caminhões (incluindo um Saurer, de fabricação alemã, datado de 1904 e um Ford 60, usado pelo ator Mazzaropi em suas gravações); dois exemplares de motocicletas Harley-Davidson (o modelo fabricado em 1951 é a Harley original que foi utilizada no seriado de televisão da década de 60, O Vigilante Rodoviário e o outro modelo é equipado com side car); tratores e outras máquinas variadas, como teares, cofres, máquinas de escrever, holofotes, escafandros.